# Législature 2021-2026 du Congrès de la république du Pérou
 (décembre 2022).
Depuis le 26 juillet 2021
(3 ans, 7 mois et 18 jours)
La législature 2021-2026 est un cycle parlementaire du Congrès de la République, parlement monocaméral de la république du Pérou, ouvert le 26 juillet 2021 à la suite des élections législatives du 11 avril précédent.

## Contexte
Cette nouvelle législature fait suite à la crise politique ayant eu lieu au Pérou. Depuis les élections générales de 2016, le pays a connu une instabilité politique, avec notamment quatre présidents de la République successifs et une dissolution du Congrès. Les élections du 11 avril 2021 interviennent durant la pandémie de Covid-19 et dans un contexte de forte défiance de la population envers les institutions, notamment en raison d'une corruption endémique.
Au terme du scrutin, qui se tient en même temps que le premier tour de l'élection présidentielle, aucun parti n'obtient la majorité absolue au Congrès de la République, qui reste dominé par les formations du centre, de droite et d'extrême droite.
Le 7 mars 2024, le Congrès rétablit le bicamérisme et supprime la limitation du nombre de mandats des parlementaires.

## Composition de l'exécutif

### Président de la République
Le président de la République, Pedro Castillo, est investi de son mandat deux jours après la cérémonie d'investiture du Congrès, soit le 28 juillet 2021, jour du bicentenaire de l’indépendance du Pérou.

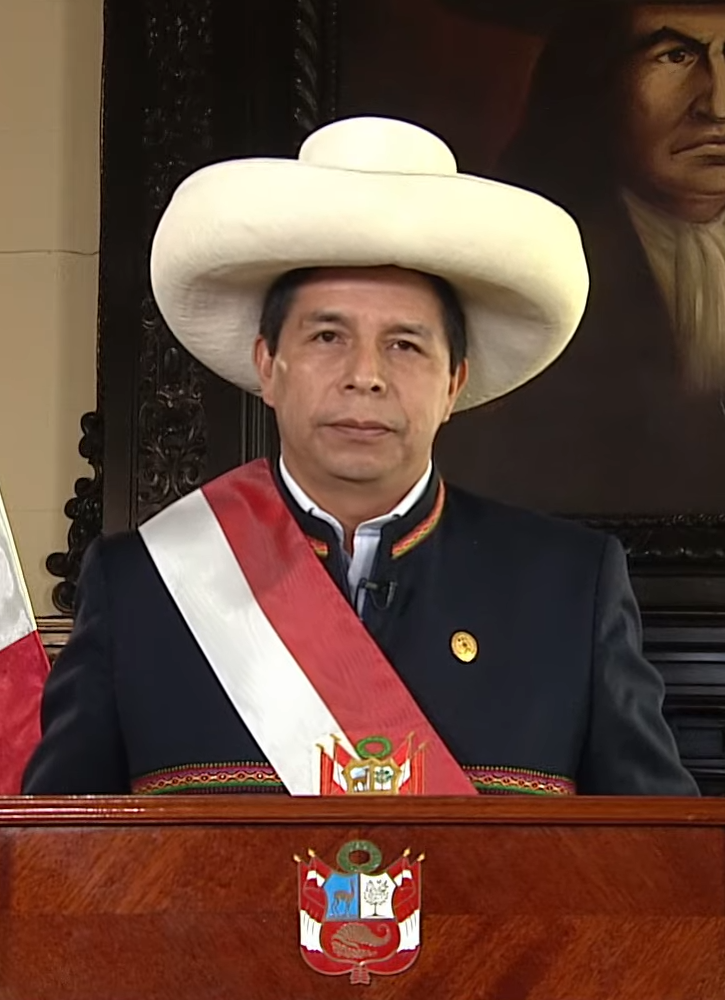
Pedro Castillo, président de la République du 28 juillet 2021 au 7 décembre 2022.
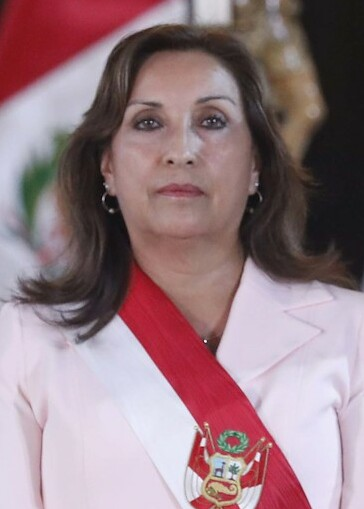
Dina Boluarte, présidente de la République depuis le 7 décembre 2022.

### Gouvernements
| Image | Gouvernement | Dates (Durée)                                             | Partis                                            | Président du Conseil | Président du Conseil | Composition initiale              |
| ----- | ------------ | --------------------------------------------------------- | ------------------------------------------------- | -------------------- | -------------------- | --------------------------------- |
|       | Castillo I   | 29 juillet - 6 octobre 2021 (2 mois et 7 jours)           | PL-JP-FL-RUNA - NP                                |                      | Guido Bellido        | 19 ministres 3 ministres délégués |
|       | Castillo II  | 6 octobre 2021 - 1er février 2022 (3 mois et 26 jours)    | PL - JP-FL-NP                                     |                      | Mirtha Vásquez       | 19 ministres 3 ministres délégués |
|       | Castillo III | 1er février 2022 - 8 février 2022 (7 jours)               | PL-JP-PD-SP                                       |                      | Héctor Valer         | 19 ministres                      |
|       | Castillo IV  | 8 février 2022 - 25 novembre 2022 (9 mois et 17 jours)    | PL-JP-PD-SP                                       |                      | Aníbal Torres        | 19 ministres                      |
|       | Castillo V   | 25 novembre - 7 décembre 2022 (12 jours)                  | PL-JP-PD-UPP-FL                                   |                      | Betssy Chávez        | 19 ministres                      |
|       | Boluarte I   | 10 - 21 décembre 2022 (11 jours)                          | Contigo-PNP-PPC-Peru Primero-Chim Pum Callao (es) |                      | Pedro Angulo         | 19 ministres                      |
|       | Boluarte II  | 21 décembre 2022 - 6 mars 2024 (1 an, 2 mois et 14 jours) | PNP-PPC-Peru Primero-Chim Pum Callao (es)         |                      | Alberto Otárola      | 19 ministres                      |
|       | Boluarte III | Depuis le 6 mars 2024 (1 an et 10 jours)                  | APP-Chim Pum Callao (es)                          |                      | Gustavo Adrianzén    | 19 ministres                      |

## Présidence du Congrès
Le jour de l'ouverture de la législature, Maricarmen Alva est élue présidente du Congrès. Elle obtient 69 voix pour, présentée par une liste commune avec les libéraux de AvP et APP et le soutien de FP, face à la liste de Rénovation populaire,.
| Fonction                 | Nom | Nom                      | Groupe parlementaire     | Circonscription |
| ------------------------ | --- | ------------------------ | ------------------------ | --------------- |
| Président                |     | Eduardo Salhuana         | Alliance pour le progrès | Madre de Dios   |
| Première vice-présidente |     | Patricia Juárez Gallegos | Force populaire          | Lima            |
| Second vice-président    |     | Waldemar Cerrón (es)     | Pérou Libre              | Junín           |
| Troisième vice-président |     | Alejandro Cavero         | En avant pays            | Lima            |

## Composition
| Groupes parlementaires | Groupes parlementaires | Parti(s)                              | Total | Porte-parole                |
| ---------------------- | ---------------------- | ------------------------------------- | ----- | --------------------------- |
|                        | FP                     | Force populaire : 21                  | 21    | Hernando Guerra-García (es) |
|                        | APP                    | Alliance pour le progrès : 14         | 14    | Eduardo Salhuana (es)       |
|                        | PP                     | Podemos Perú : 14                     | 14    | José Luna Gálvez (es)       |
|                        | PL                     | Pérou libre : 11                      | 11    | Waldemar Cerrón (es)        |
|                        | AP                     | Action populaire : 10                 | 10    | Carlos Zeballos Madariaga   |
|                        | RP                     | Rénovation populaire : 10             | 10    | Jorge Montoya (es)          |
|                        | BMCM                   |                                       | 8     |                             |
|                        | AvP                    | En avant pays : 8                     | 8     | José Williams               |
|                        | JP                     | Ensemble pour le Pérou : 1 Autres : 7 | 8     | Roberto Sánchez             |
|                        | SP                     | Nous sommes le Pérou : 7              | 7     | José Jerí                   |
|                        | BDP                    |                                       | 5     |                             |
|                        | SOC                    |                                       | 5     |                             |
|                        | HD                     |                                       | 5     |                             |

Anciens groupes parlementaires :
- Pérou démocratique
- Pérou bicentenaire

## Relations avec le pouvoir exécutif

### Vote de confiance

#### Cabinet Castillo I
| Président du Conseil des ministres | Gouvernement | Date du vote                           | Vote       |    |    |    |    |    |   |   |   |   | Total |
| --- | ------------ | -------------------------------------- | ---------- | -- | -- | -- | -- | -- | - | - | - | - | ----- |
| Guido Bellido ( Pérou libre) | Castillo I   | 27 août 2021 Majorité requise : simple | Oui        | 36 | 0  | 12 | 13 | 0  | 0 | 5 | 2 | 5 | 73    |
| Guido Bellido ( Pérou libre) | Castillo I   | 27 août 2021 Majorité requise : simple | Non        | 0  | 24 | 0  | 2  | 10 | 9 | 4 | 1 | 0 | 50    |
| Guido Bellido ( Pérou libre) | Castillo I   | 27 août 2021 Majorité requise : simple | Abstention | 0  | 0  | 0  | 0  | 0  | 0 | 0 | 0 | 0 | 0     |
| Notes: - La présidente du Congrès, Maricarmen Alva, ne prend pas part au vote. - Le président du Conseil, Guido Bellido et également congressiste (), a pris part au vote. - Le ministre Roberto Sánchez et également congressiste (), a pris part au vote. - Les membres de SP () ont voté pour, mais PM () et une congressiste de SP ont voté contre. - 7 députés sont absents |              |                                        |            |    |    |    |    |    |   |   |   |   |       |

#### Cabinet Castillo II
| Président du Conseil des ministres | Gouvernement | Date du vote                              | Vote       |    |    |    |    |   |   |   |   |   | Total |
| --- | ------------ | ----------------------------------------- | ---------- | -- | -- | -- | -- | - | - | - | - | - | ----- |
| Mirtha Vásquez ( Front large) | Castillo II  | 4 novembre 2021 Majorité requise : simple | Oui        | 19 | 0  | 14 | 13 | 3 | 2 | 8 | 4 | 4 | 68    |
| Mirtha Vásquez ( Front large) | Castillo II  | 4 novembre 2021 Majorité requise : simple | Non        | 16 | 24 | 0  | 2  | 6 | 6 | 1 | 1 | 0 | 56    |
| Mirtha Vásquez ( Front large) | Castillo II  | 4 novembre 2021 Majorité requise : simple | Abstention | 0  | 0  | 0  | 0  | 0 | 1 | 0 | 0 | 0 | 1     |
| Notes: - La présidente du Congrès, Maricarmen Alva, ne prend pas part au vote. - Un parlementaire non-inscrit a voté pour, passant le vote de 67 à 68 voix. - L'ancien président du Conseil Guido Bellido et également congressiste () a voté contre. - Le ministre Roberto Sánchez et également congressiste (), a voté pour. - Contrairement au précédent vote, les membres de SP () et PM () ont voté pour sauf une voix contre. - 5 députés sont absents |              |                                           |            |    |    |    |    |   |   |   |   |   |       |

#### Cabinet Castillo IV
| Président du Conseil des ministres | Gouvernement | Date du vote                          | Vote       |    |    |    |   |    |   | PD |   |   |   | NI | Total |
| --- | ------------ | ------------------------------------- | ---------- | -- | -- | -- | - | -- | - | -- | - | - | - | -- | ----- |
| Aníbal Torres (Indép.) | Castillo IV  | 8 mars 2022 Majorité requise : simple | Oui        | 31 | 0  | 12 | 4 | 0  | 0 | 6  | 3 | 3 | 5 | 0  | 64    |
| Aníbal Torres (Indép.) | Castillo IV  | 8 mars 2022 Majorité requise : simple | Non        | 0  | 22 | 2  | 9 | 10 | 9 | 0  | 2 | 1 | 0 | 3  | 58    |
| Aníbal Torres (Indép.) | Castillo IV  | 8 mars 2022 Majorité requise : simple | Abstention | 0  | 0  | 0  | 2 | 0  | 0 | 0  | 0 | 0 | 0 | 0  | 2     |
| Notes : - La présidente du Congrès, Maricarmen Alva, ne prend pas part au vote. - L'ancien président du Conseil Guido Bellido et également congressiste () a voté pour. - Le ministre Roberto Sánchez et également congressiste (), a voté pour. - 6 députés sont absents |              |                                       |            |    |    |    |   |    |   |    |   |   |   |    |       |

#### Cabinet Boluarte II
| Président du Conseil des ministres                                                                    | Gouvernement                              | Date du vote |    |    |    |    |   |   | PD |   |   |   |   |   | NI | Total |
| --- | ----------------------------------------- | ------------ | -- | -- | -- | -- | - | - | -- | - | - | - | - | - | -- | ----- |
| Alberto Otárola (Parti nationaliste péruvien)                                                         | 10 janvier 2023 Majorité requise : simple | Oui          |    | 23 | 13 | 10 | 8 | 8 |    | 1 |   |   | 5 | 1 | 4  | 73    |
| Alberto Otárola (Parti nationaliste péruvien)                                                         | 10 janvier 2023 Majorité requise : simple | Non          | 15 |    |    |    |   |   | 5  | 5 | 5 | 5 |   | 4 | 4  | 43    |
| Alberto Otárola (Parti nationaliste péruvien)                                                         | 10 janvier 2023 Majorité requise : simple | Abstention   |    |    |    |    |   |   |    | 2 | 1 |   |   | 1 | 2  | 6     |
| Notes : - Le président du Congrès, José Williams, ne prend pas part au vote. - 8 députés sont absents |                                           |              |    |    |    |    |   |   |    |   |   |   |   |   |    |       |

#### Cabinet Boluarte III
Le gouvernement obtient la confiance du Congrès le 3 avril 2024 avec 70 voix pour, 39 contre et 17 abstentions,.
| Président du Conseil des ministres                                                                                | Gouvernement                           | Date du vote |    |    |   |   | AP |   | PB | BMCN |   |   |   | NI | Total |
| --- | -------------------------------------- | ------------ | -- | -- | - | - | -- | - | -- | ---- | - | - | - | -- | ----- |
| Gustavo Adrianzén                                                                                                 | 3 avril 2024 Majorité requise : simple | Oui          |    | 22 | 3 | 9 | 4  | 9 | 1  | 6    | 9 | 4 | 3 | 9  | 70    |
| Gustavo Adrianzén                                                                                                 | 3 avril 2024 Majorité requise : simple | Non          | 11 |    | 2 | 1 |    |   | 3  | 2    |   |   |   | 6  | 39    |
| Gustavo Adrianzén                                                                                                 | 3 avril 2024 Majorité requise : simple | Abstention   |    |    | 3 |   | 4  |   | 1  | 1    |   |   | 7 | 1  | 17    |
| Notes : - Le président du Congrès, Alejandro Soto Reyes (es), ne prend pas part au vote. - 3 députés sont absents |                                        |              |    |    |   |   |    |   |    |      |   |   |   |    |       |

## Commissions
Période annuelle de la session 2021-2022
| Nº | Commission                                                                                        | Président(e) | Président(e)                      | Vice-président(e) | Vice-président(e)                |
| -- | ------------------------------------------------------------------------------------------------- | ------------ | --------------------------------- | ----------------- | -------------------------------- |
| 1  | Agraire                                                                                           |              | Leslie Olivos (FP)                |                   | Raúl Doroteo (AP)                |
| 2  | Science, innovation et technologie                                                                |              | À déterminer                      |                   | À déterminer                     |
| 3  | Commerce extérieur et tourisme                                                                    |              | German Tacuri (PL)                |                   | Pedro Martínez (AP)              |
| 4  | Constitution et règlements                                                                        |              | Patricia Juárez (FP)              |                   | Gladys Echaiz (APP)              |
| 5  | Culture et patrimoine culturel                                                                    |              | Alex Flores (PL)                  |                   | Javier Padilla Romero (RP)       |
| 6  | Défense des consommateurs et des organismes des services publics                                  |              | José Luna (PP)                    |                   | À déterminer                     |
| 7  | Défense nationale, ordre intérieur et lutte contre la drogue                                      |              | José Williams (AvP)               |                   | Jeny Lopez Morales (FP)          |
| 8  | Décentralisation, régionalisation, collectivités locales et modernisation de la gestion de l'État |              | Norma Yarrow (AvP)                |                   | Auristela Obando (FP)            |
| 9  | Économie, Banque, Finance et Intelligence Financière                                              |              | Silvia Monteza (AP)               |                   | Luis Kamiche (PL)                |
| 10 | Éducation, Jeunesse et Sports                                                                     |              | Esdras Medina (RP)                |                   | Alex Paredes Gonzales (PL)       |
| 11 | Énergie et Mines                                                                                  |              | Carlos Alva Rojas (AP)            |                   | Diana Gonzales Delgado (AvP)     |
| 12 | Contrôle et Inspection des Finances                                                               |              | Alejandro Aguinaga (FP)           |                   | Enrique Wong (PP)                |
| 13 | Inclusion sociale et personnes handicapées                                                        |              | Abel Reyes Cam (PL)               |                   | Hilda Portero Lopez (AP)         |
| 14 | Intelligence                                                                                      |              | José Cueto (RP)                   |                   | Américo Gonza (PL)               |
| 15 | Justice et des droits de l'Homme                                                                  |              | Gladys Echaiz (APP)               |                   | José María Balcázar (PL)         |
| 16 | Femme et de la famille                                                                            |              | Elizabeth Medina (PL)             |                   | Rosangella Barbaran (FP)         |
| 17 | Budget et Compte général de la République                                                         |              | Segundo Hector Acuña (APP)        |                   | Wilson Quispe Mamani (PL)        |
| 18 | Production, Micro et petites entreprise et coopératives                                           |              | Jaime Quito (PL)                  |                   | Victor Seferino Flores Ruiz (FP) |
| 19 | Peuples andins, amazoniens et afro-péruviens, environnement et écologie                           |              | Margot Palacios (PL)              |                   | Ruth Luque (JP)                  |
| 20 | Relations extérieures                                                                             |              | Ernesto Bustamante (FP)           |                   | Jorge Zeballos (RP)              |
| 21 | Santé et population                                                                               |              | Hitler Saavedra (SP-PM)           |                   | Elva Julon (APP)                 |
| 22 | Travail et sécurité sociale                                                                       |              | Isabel Cortez (JP)                |                   | Juan Bartolomé Burgos (AvP)      |
| 23 | Transports et communications                                                                      |              | Alejandro Soto (APP)              |                   | Wilmar Elera (SP-PM)             |
| 24 | Logement et construction                                                                          |              | Jhaec Darwin Espinoza Vargas (AP) |                   | Maria Grimaneza Acuña (APP)      |

### Nombre de présidents par groupes
| Pérou libre : 6 | Ensemble pour le Pérou : 1 | Action populaire : 3 | SP-PM : 1 | Alliance pour le progrès : 3 | En avant pays : 2 | Podemos Perú : 1 | Force populaire : 4 | Rénovation populaire : 2 |